# Autobahn 17 (Belgien)
Die belgische Autobahn 17, französisch Autoroute 17, niederländisch Autosnelweg 17 genannt, beginnt in Marquain und endet in Brügge. Ihre Gesamtlänge beträgt 67 km.

## Verlauf
Die A17 beginnt am Autobahndreieck Marquain, wo sie aus der A8 abzweigt. Am Autobahnkreuz Aalbeke kreuzt sie die A14. Nach dem Tunnel Wevelgem mit einer Länge von 600 m kreuzt sie die A19 bei Moorsele. Im weiteren Verlauf kreuzt sie viele Nationalstraßen, bis sie am Autobahnkreuz Brügge endet. Dort kreuzt sie die A10, die nach Ostende und Brüssel führt. Nach dem Kreuz geht die A17 in die N31 über.

## Geschichte
Die A17 wurde beim Bau in sieben Abschnitte unterteilt, die in der Zeit von 1977 bis 1998 eröffnet wurden.
| Abschnitt                      | Eröffnung    |
| ------------------------------ | ------------ |
| Brugge – Ruddervoorde          | 1984         |
| Ruddervoorde – Lichtervelde    | 1983         |
| Lichtervelde – Roeselare-Haven | 1982         |
| Roeselare-Haven – Aalbeke      | 1. Juli 1977 |
| Aalbeke – Dottignies           | 1998         |
| Dottignies – Templeuve         | 1986         |
| Templeuve – Marquain           | 1977         |

## Bilder

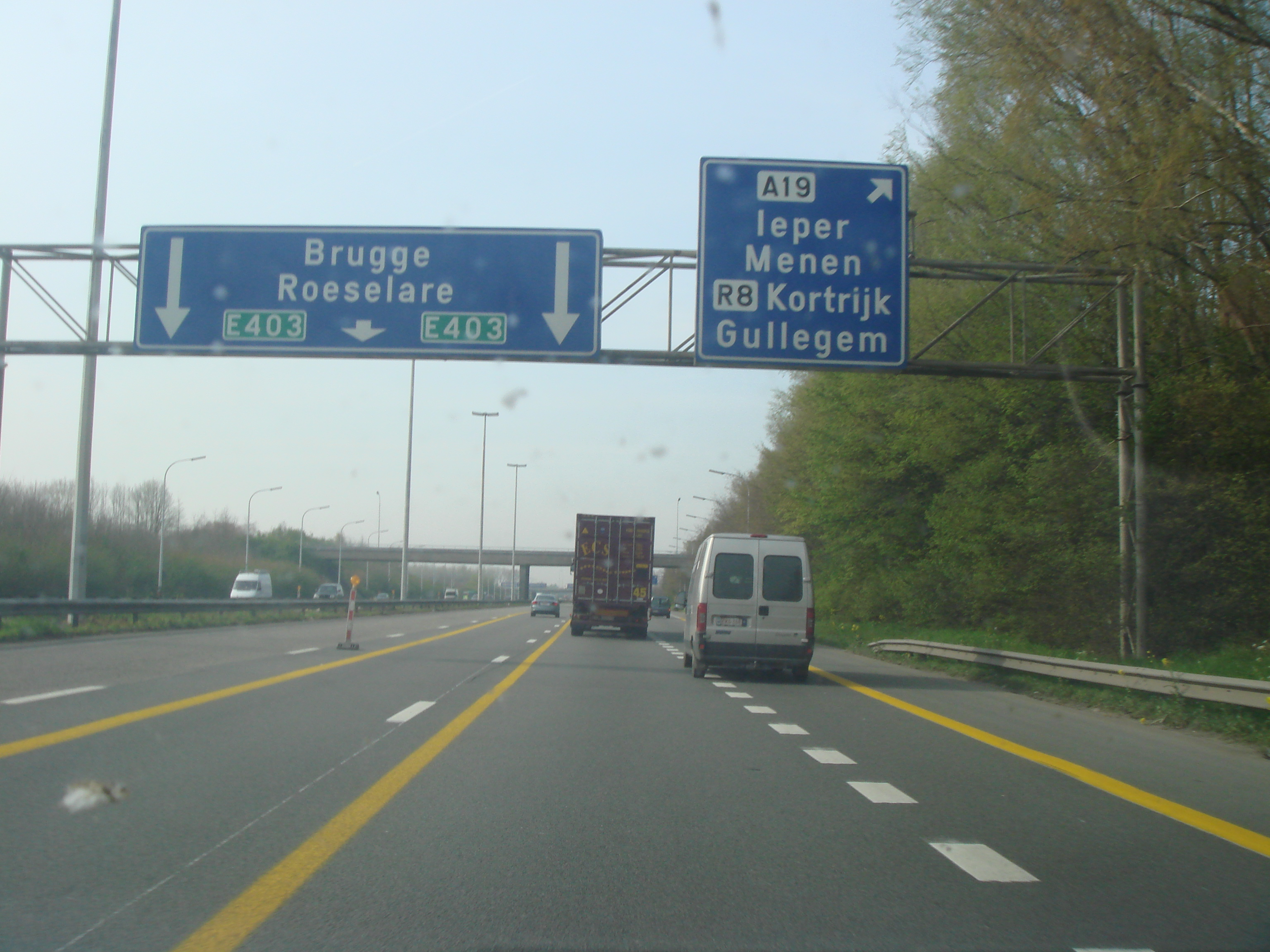
Autobahnkreuz zwischen A17 und A19
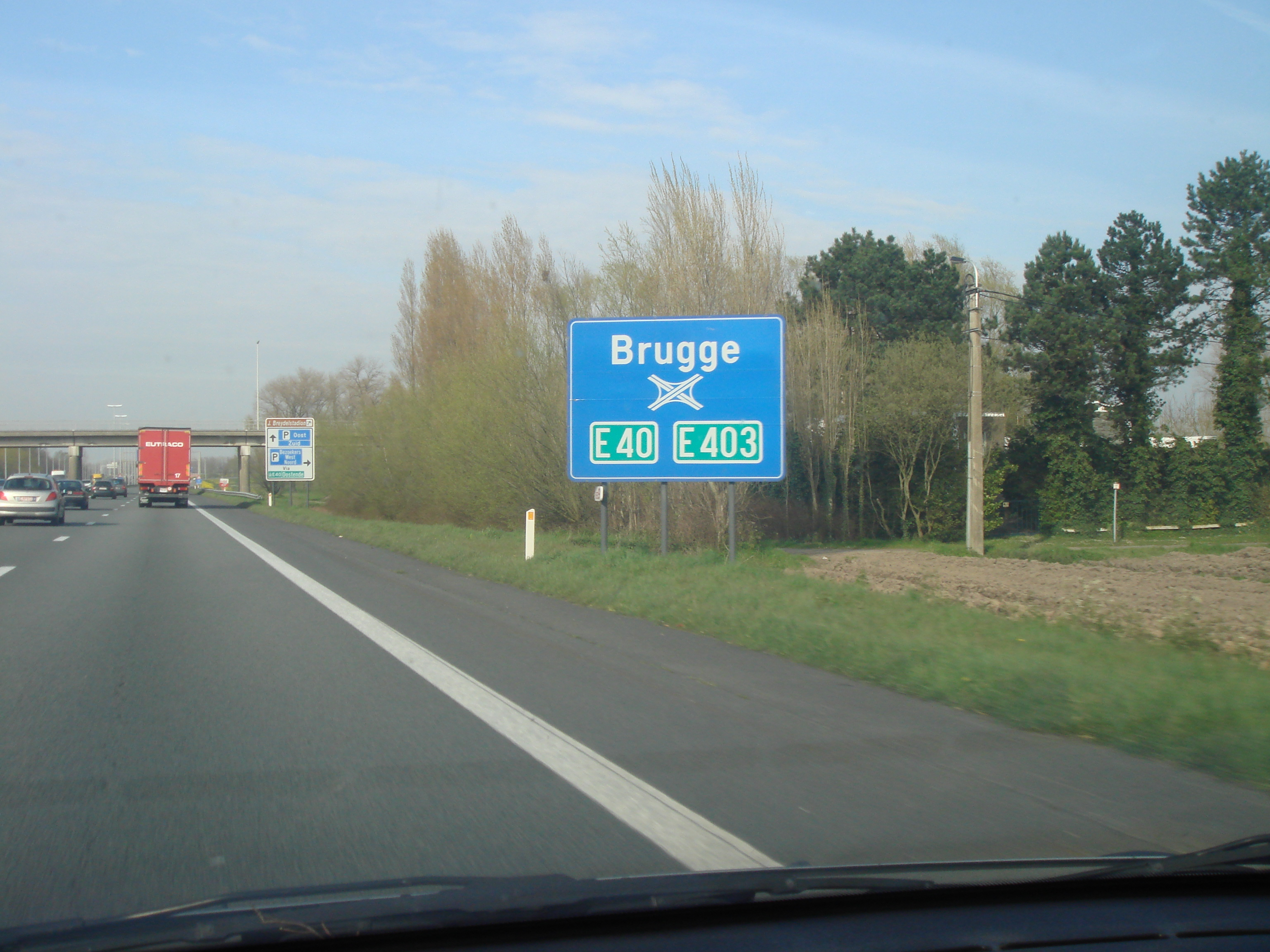
Ende der A17: Autobahnkreuz Brugge
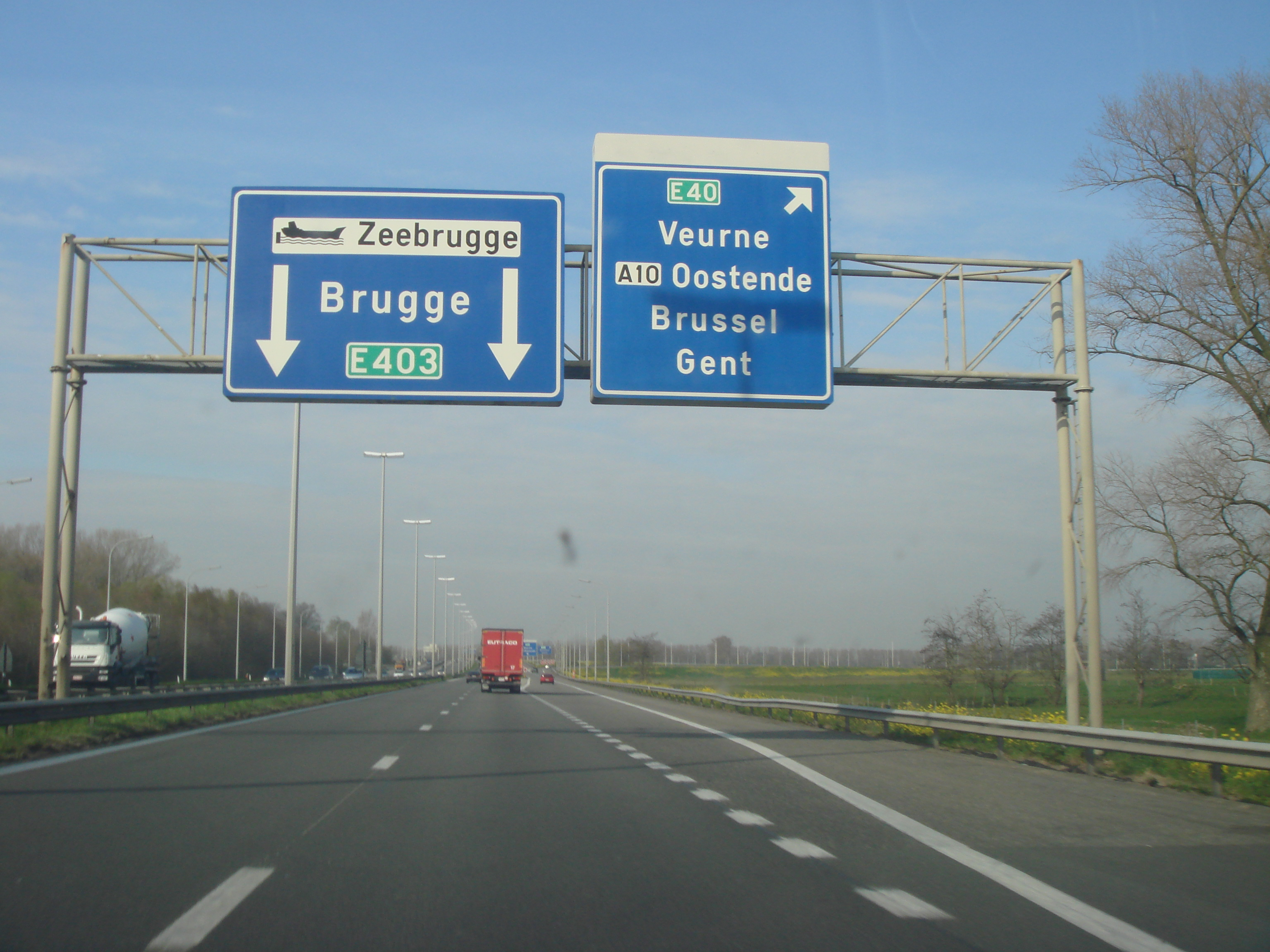
Abzweig auf die A10/E40 in Richtung Brüssel